# Route nationale 67a
La route nationale 67A ou RN 67A était une route nationale française reliant Donjeux à Rimaucourt. À la suite de la réforme de 1972, elle a été déclassée en RD 67A.

## Ancien tracé de Donjeux à Rimaucourt (D 67A)
- Donjeux
- Saucourt-sur-Rognon
- Doulaincourt
- Bettaincourt-sur-Rognon
- Montot-sur-Rognon
- Vignes-la-Côte
- Rimaucourt